# Dejan Milovanović
Dejan Milovanović (Szabadka, 1969. október 1. –) szerb labdarúgó.

## Sikerei, díjai
- Ferencvárosi TC:
  - Magyar bajnokság bajnok: 1995-96
- Dunaújváros FC:
  - Magyar bajnokság bajnok: 1999-00